# Soep (voedsel)
Soep is vloeibaar voedsel (vaak ook met vaste ingrediënten die bij de bereiding niet vloeibaar worden) dat bereid wordt door ingrediënten zoals groenten of vlees te koken. Soep is een van de oudste gerechten; al in de prehistorie werd soep gegeten. Het wordt wereldwijd gegeten in allerlei varianten.

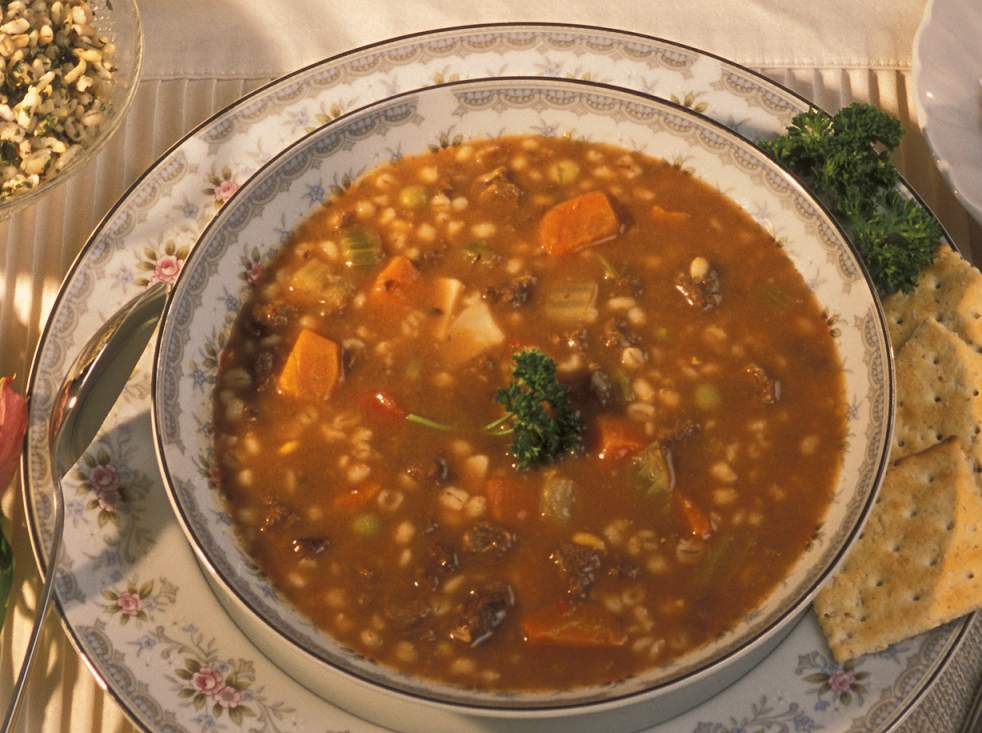
Groentesoep met rundvlees en gerst

## Bouillon
Voor de bereiding van soep wordt vaak uitgegaan van bouillon: een aftreksel van vlees, groenten, vis of schaaldieren en dat vaak enkele uren (visbouillon aanzienlijk korter) met kruiden wordt gekookt. Bij dit proces gaan sommige eiwitten die aanwezig zijn in het bot (collageen) gedeeltelijk in oplossing. De bouillon kan zo worden gegeten, maar dient ook als basis voor soepen waaraan andere ingrediënten als tomaten en groenten worden toegevoegd.

## Velouté
Na enige tijd koken met de ingrediënten kunnen deze zeer fijn met de vloeistof worden vermalen zodat een homogene velouté wordt verkregen. Als alternatief kan de soep zo worden gegeten. Sommige ingrediënten zullen door lang koken zelf uit elkaar vallen (bijvoorbeeld erwtensoep). Als laatste toevoeging worden soms kleine licht gekruide gehaktballetjes toegevoegd. Aan tafel worden sommige soepen afgemaakt met een wolkje room.

## Water
Soep bestaat vooral uit water. De samenstelling van het gebruikte water is bijgevolg van belang. Het totaal aan vaste stof (TVS) dat dat water bevat is van invloed op het oplossingsvermogen van het water en de hoeveelheid ingrediënten die nodig zijn om tot hetzelfde resultaat te komen. Het soort water zal dus in hoge mate de smaak en het aanzicht (en dus de waardering) bepalen: gemaakt met dezelfde ingrediënten geeft soep gemaakt van hard leidingwater een andere beleving dan soep gemaakt met bronwater met een gunstiger TVS. Water met een laag TVS en een gunstige zuurgraad zal groenten ook gelijkmatig gaar maken (ook binnenin) en niet, zoals bij water met hoog TVS of hard water, van buiten zacht en week en van binnen hard of half rauw. Het oplossingsvermogen van water heeft dus invloed op aroma en smaak.

## Soepen
- Niet-gebonden soepen: kippensoep, burgersoep
- Gebonden soepen: pureesoep, roomsoep, veloutésoep, schaaldierensoep, harira
- Streekgebonden soepen: specifiek voor een bepaald land/streek
- Koude soepen: gazpacho, vichyssoise, tarator, chłodnik

Zie ook de lijst van soepen.